# 奧澤里謝
49°50′23″N 31°38′24″E / 49.83972°N 31.64000°E
奧澤里什切（烏克蘭語：Озерище）是位於烏克蘭中部的村莊，由切爾卡瑟州切爾卡瑟區的利普利亞韋市鎮負責管轄。該村始建於1800年，面積1.02平方公里，海拔高度134米，2016年人口238，人口密度每平方公里258.8人。